# نیکول آمی مادل
نیکول آمی مادل (انگلیسی: Nicole Amy Madell) هنرپیشه اهل هند و مدل اهل آفریقای جنوبی است.
وی بازیگر فیلم‌هایی همچون بیلا ۲، پادشاه و حمله قلبی بوده است.